# Colchagua (localidad)
Colchagua es un pueblo chileno localizado al noroeste de Palmilla, Región de O'Higgins.
En el lugar se encuentra la estación de ferrocarriles homónima, monumento nacional de Chile desde 1993 y construida entre 1889 a 1893.
El Diccionario Geográfico de la República de Chile (1899) lo describe como: "Fundo situado en el departamento de San Fernando sobre la ribera sur ó izquierda del Tinguiririca y á cinco ó seis kilómetros hacia el NO. de la estación de Palmilla". El lugar da su nombre a la provincia de Colchagua.